# Дом бургомистра Пушникова
Дом бургомистра Пушникова (Кожевенный завод (палаты) Пушниковых) — памятник градостроительства и архитектуры в историческом районе Започаинье (Ильинская слобода) Нижнего Новгорода. Одноэтажный корпус построен в 1697—1699 годах, двухэтажный — в 1701—1710 годах. Палаты являются единственными сохранившимися промышленными зданиями города, памятником кожевенной мануфактуры Пушниковых XVII века.
Исторические здания по адресу улица Гоголя, 52 сегодня — объекты культурного наследия Российской Федерации.

## История
С середины XVII века в России предпринимаются меры к переходу в городах к каменному строительству, чтобы уменьшить опасность пожаров, уничтожавших иногда кварталы, районы, а порой и целые города. На государственном уровне возникают требования строить здания из кирпича, составляются образцовые проекты и даже строятся здания «в пример». Для уменьшения стоимости и большей доступности жителям рекомендуют строить мазанки или обкладывать каркас сырцовым кирпичом. Всё это способствовало развитию в конце XVII века каменного частновладельческого строительства. Кирпичные палаты возводятся не только в столице, Новгороде и Пскове, но и в торговых приволжских городах. Из-за экономичности и простоты распространилась четырёхчастная схема плана дома. Классическим примером четырёхчастного дома стала старая часть дома Пушниковых в Нижнем Новгороде.
Братья Митрофан, Иван и Яков Пушниковы в конце XVII — начале XVIII веков имели кожевенное производство в городе. В 1691 году деревянный завод Пушниковых выгорел дважды, после чего промышленники решили развернуть строительство каменного завода в Сергиевском приходе за Почайной. В начале 1697 года Митрофан Пушников сообщал, что «кожевенный двор со всякими припасами и с юфтяным товаром згорел и убытку нам в том учинилось с 600 рублей с лишком» и просил Петра I не увеличивать для них в тот год государственного налога. 16 марта 1697 года нижегородским воеводам предписывалось: «…буде над Митрофаном Пушниковым такое пожарное разорение было, не велеть на нем, Мироне з братьями, никакова тягла прибавливать».
Иван Пушников умер в 1697 году, а Митрофан с крупной партией товаров отправился в Москву. Яков восстанавливал кожевенный завод в одиночку. Получив льготные условия, он смог в короткий срок восстановить старый каменный корпус со сводчатыми подвалами, пристроить к нему с угла двухэтажное каменное здание и срубить рядом несколько деревянных производственных цехов. Уже к началу 1699 года Яков отправил на продажу в трёх партиях 8982 выделанных кож.

## Архитектура

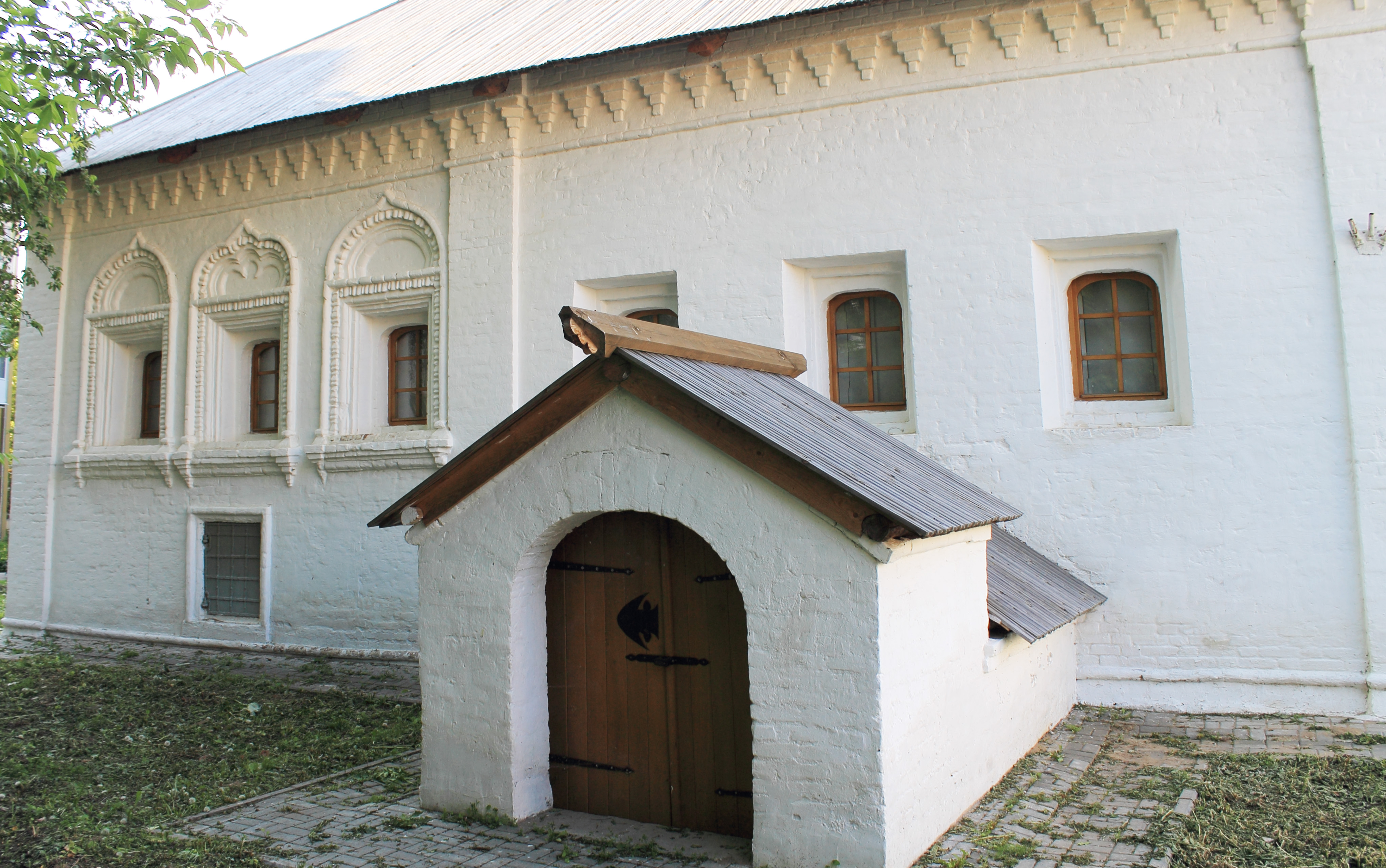
Вид с торца более старого корпуса.

Здание палат состоит из двух разновременных квадратных в плане двухэтажных кирпичных объёмов, фасады которых обмазаны известью и побелены. Сверху надстроены высокие скатные тесовые кровли. Более ранний (1697—1699 годы) и несколько больший в плане западный объём в каждом этаже разделён крестообразно поставленными внутри несущими стенами, делящими пространство на четыре неравных помещения, перекрытых сводами. Нижний этаж наполовину заглублен в землю и согласно традиции древнерусского жилища представляет собой подклет.
К северной части западного фасада примыкает небольшой каменный пристрой с двускатной тесовой крышей, служащий тамбуром входа в два северных помещения, соединённых между собой, а также тамбуром входа в помещения второго этажа, куда ведёт деревянное крыльцо под односкатной крышей.
Окна подклета размещены бессистемно и помещены в прямоугольные ниши, закрытые металлическими коваными ставнями. Равномерно расположенные окна восточного, южного и западного фасада второго этажа заключены в прямоугольные ниши, а их проёмы имеют завершения в виде трёхцентровых арок. Характер обрамления меняется в зависимости от принадлежности к тому или иному помещению. Два окна восточного фасада и три восточных окна южного не имеют наличников. Три западных окна южного фасада и три западного фасада обрамлены фигурными кирпичными перспективными наличниками, завершёнными килевидными кокошниками.
Фасады здания фланкированы и расчленены широкими лопатками. Северный фасад значительно отличается от остальных, что связано, по всей видимости, с примыкавшими к нему ранее частями — крыльцами и отхожими местами. Все окна этого фасада без наличников и расположены без системы. В западной части фасада расположен заложенный кирпичом дверной проём. В высокой вальмовой крыше, посередине северного фасада, устроено квадратное слуховое окно под односкатной кровлей. По коньку лежит охлупень.
По данным А. А. Тица, стены и своды более древней части палат выложены из большемерного кирпича. В своде одного из помещений второго этажа северной половины имеется отверстие, через которое первоначально можно было попасть в верхний деревянный жилой этаж. По мнению С. Л. Агафонова, о его наличии в древности говорит то, что отверстие изначально было гладко обработано, а лестница шла вплотную к наружной стене, так как верхнее помещение могло иметь только вертикальные (деревянные рубленые) стены.

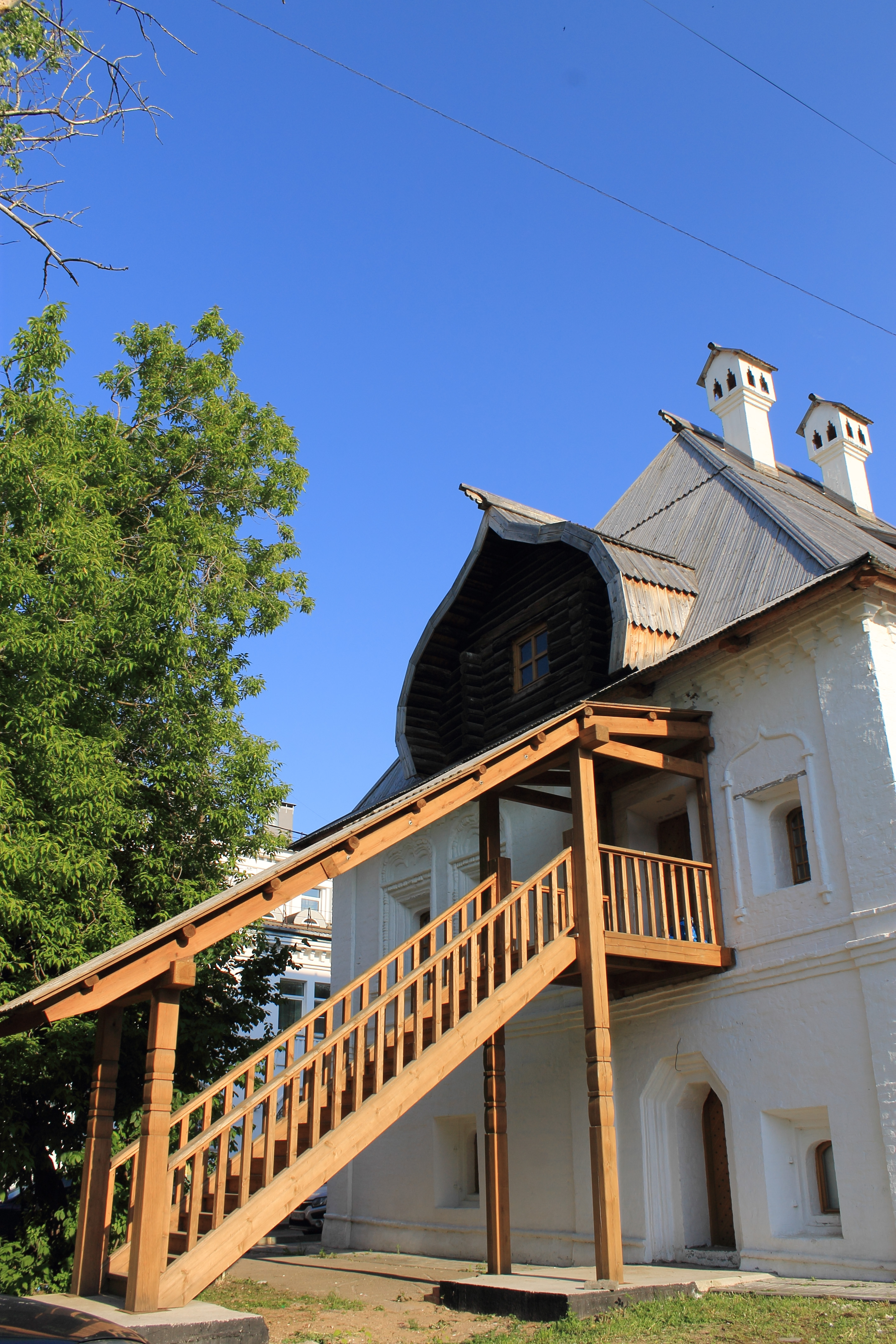
Деревянный всход на второй этаж более позднего корпуса.

Более поздний (1701—1710 годов) и несколько меньший в плане восточный объём также имеет четырёхчастную структуру в уровне второго этажа. Со стороны северного фасада расположен вход на основной этаж, куда ведёт деревянное крыльцо (в настоящий момент лестница утрачена). В юго-западном помещении расположена внутренняя лестница, связывающая этажи и более старый объём палат с поздним. Над зданием также ранее располагался деревянный жилой этаж. Позднее над ним была срублена светелка.
Фасады позднего объёма больше по высоте и более нарядны. Особую живописность ему придают четырёхскатная шатровая крыша с полицами, охлупнем по коньку и слуховым окном на западном фасаде, бочки в завершениях южного, восточного и северного фасадов, дымники. Большие по размерам окна обоих этажей заключены в прямоугольные ниши, проёмы имеют завершения в виде трёхцентровых арок. Проёмы наружных входов имеют типичную для древнерусского зодчества форму верхней части: скошенные углы и обрамление перспективными наличниками. Этажи отделены широким междуэтажным поясом. Фасады фланкированы и расчленены широкими лопатками.
Интерьеры сводов и стен двух восточных помещений сохранили историческую штукатурную и лепную отделку, выполненную в духе петровского барокко. Деревянные ограждения внутренней лестницы имеют исторические формы: профилированные поручни и точеные балясины.